# Манга (Минас-Жерайс)
Манга (порт. Manga) — муниципалитет в Бразилии, входит в штат Минас-Жерайс. Составная часть мезорегиона Север штата Минас-Жерайс. Входит в экономико-статистический микрорегион Жануария. Население составляет 23 999 человек на 2006 год. Занимает площадь 1968,082 км². Плотность населения — 12,2 чел./км².

## История
Город основан 7 сентября 1923 года. 

## Статистика
- Валовой внутренний продукт на 2003 год составляет 61 133 637,00 реалов (данные: Бразильский институт географии и статистики).
- Валовой внутренний продукт на душу населения на 2003 год составляет 2650,72 реалов (данные: Бразильский институт географии и статистики).
- Индекс развития человеческого потенциала на 2000 год составляет 0,603 (данные: Программа развития ООН).

## География
Климат местности: тропический.